# フィデル・カストロ
フィデル・アレハンドロ・カストロ・ルス（スペイン語: Fidel Alejandro Castro Ruz ( audio), 1926年8月13日 - 2016年11月25日）は、キューバの政治家、革命家、軍人、弁護士（キューバ）。
共産主義者で、1959年のキューバ革命でアメリカ合衆国の事実上の傀儡政権であったフルヘンシオ・バティスタ政権を武力で倒し、キューバを社会主義国家に変えた。革命によって同国の最高指導者となり、首相に就任。1965年から2011年までキューバ共産党中央委員会第一書記を、1976年より2008年まで国家評議会議長（国家元首）兼閣僚評議会議長（首相）を務めた。後述の通り、キューバ独立の英雄という評価と独裁者としての批判との賛否がある。
国家元首として在職中、日本国内においては「カストロ議長」と呼称されることが多かった。なお、本項では本人を指す場合は原則として「フィデル」の表記を用いる。これは、彼の弟にして後継者であるラウル・カストロの存在があるためで、ラウル・カストロについても本項では原則として「ラウル」の表記を用いる。

## 経歴

### 大学卒業まで
1926年、マヤリ近郊のビランにて、スペインのガリシア人移民で裕福な農場主アンヘル・カストロ・イ・アルヒスの息子として生まれる。当初はマルカネにある公立のグラマースクールに入ったが、ハバナの私立小学校コレヒオ・ベレンを始めとするイエズス会の学校で教育を受け、野球に熱中した。1944年には最優秀高校スポーツ選手に選ばれ、1945年にはハバナ大学に入学して法律を学んだ。
大学では政治活動に参加、革命反乱同盟 (UTR) に加入する。1948年にラテンアメリカの学生運動の連合を図り、コロンビアを訪れたが、次期大統領候補だった自由党の指導者ホルヘ・エリエセル・ガイタンとの会談を予定していたその日にガイタンが暗殺され、コロンビアはボゴタ暴動に突入した。フィデルも暴動に参加し、コロンビア軍との戦闘に加わった。1950年に大学を卒業した。

### 弁護士時代
卒業後、1950年から1952年の間に弁護士として貧困者のために活動。その後フィデルはオルトドクソ党（正統党）から1952年の議会選挙に立候補したが、将軍フルヘンシオ・バティスタ率いるクーデターによってカルロス・プリオ・ソカラスの政府が倒され、選挙の結果は無効となった。その後、フィデルは憲法裁判所にバティスタを告発した。請願は拒絶され、フィデルは裁判所を糾弾した。

### 武装闘争

#### モンカダ襲撃

7月26日運動（M-26-J）の旗

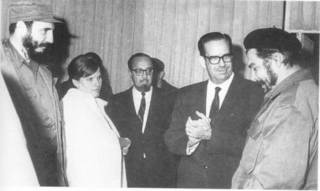
フィデル（左端）とゲバラ（右端）

その後フィデルは武装勢力を組織し、1953年7月26日に、130名の仲間とともにモンカダ兵営（サンティアーゴ・デ・クーバ）に対する攻撃を行った。攻撃者の80人以上が死に、フィデルは逮捕された。裁判ではカトリック司教の仲裁で死刑は免れたが、懲役15年が宣告され、投獄される。獄中ではホセ・マルティなどを愛読、「歴史は私に無罪を宣告するだろう」を発刊する。1955年5月に恩赦によって釈放され、2カ月後にメキシコに亡命、後にアメリカに移住して活動を続けた。メキシコ亡命時代にはバティスタの意向を受けたメキシコ警察によって逮捕されたが、フィデルを見込んだメキシコ革命の大成者だった元大統領ラサロ・カルデナスの歎願によって釈放された。

#### 「グランマ号」
1956年12月2日、60フィートのプレジャーヨット、グランマ号でトゥスパン（ベラクルス州, メキシコ）から他の「7月26日運動」のメンバー、総勢82名とともに、マンサニヨ（グランマ州, キューバ）へ上陸。その時点ではフィデルはまだ共産主義者あるいは社会主義者ではなかった。キューバ革命後の1959年後半にフィデルはアメリカの新聞に「どんな産業も国有化する意図はなかった」と語った。フィデルが明確にソビエト連邦を中心とする東側諸国への接近を企図するのは、1961年4月のピッグス湾事件の後である。
しかし日中の上陸であったためにキューバ空軍により攻撃され、激しい戦闘で当初の82人のうちの18人だけが生き残りマエストラ山脈へ退き、そこからバティスタ政府とのゲリラ戦を再開した。生存者の中には革命後に閣僚となるチェ・ゲバラ、ラウル、またカミロ・シエンフェゴスが含まれていた。フィデルの運動は民衆の支援を獲得し、800人以上の勢力に成長した。

#### 勝利
1958年5月24日、バティスタはフィデルの軍に対して17の大隊を送り出した。数字上では圧倒されていたにもかかわらず、フィデルの軍隊は政府軍兵士の多くの軍務放棄によって、一連の勝利を成し遂げた。1959年1月1日、フィデルの軍隊は首都ハバナ近郊に迫り、バティスタと次期大統領カルロス・リベロ・アグエロは国外に亡命した。フィデルの軍はハバナを支配下に置き、キューバ革命が成就した。

### 最高指導者として
革命後、首相に就任したフィデルは、キューバ共産党による一党制を敷いた。共産党の党首である第一書記の地位にあったフィデルは、国家の最高指導者として君臨した。1976年からは国家評議会議長として正式に国家元首の地位に就いた。しかし他の社会主義政権の最高指導者に見られるような、自身の巨大な肖像写真や銅像を一切作らせていない。これは前政権の独裁者バティスタと同一視されるのを忌避していたためと言われている。

#### 経済政策
革命直後はアメリカとも友好的な関係を維持しようと努力したが、フィデルを「容共的」と忌避したアメリカとの関係を見限ってソビエトと接近し、同時にユナイテッド・フルーツ（現：チキータ）などの大企業の農園やハバナに立ち並ぶカジノホテル（その多くがアメリカの政治家と密接な関係を持つマフィアの持ち物であった）などのアメリカ企業の資産の接収と国営化を推し進めたために、アメリカはキューバとの断交と禁輸措置を発動し、それに対抗するようにソビエトはサトウキビと石油のバーター貿易（事実上の経済支援）などを通じてキューバ支援を行った。
その関係は1991年のソビエト崩壊まで続いたものの、ソビエト崩壊によって冷戦が終結したことでバーター貿易も経済支援もストップしたため近年は深刻な経済状態が続いており、その為にいかだ等を使用して経済亡命する事件が後を絶たず、カストロ兄弟のみならず国家全体の悩みの種となっている。この様な経済面での失政から、フィデルは「革命家は年金をもらってまで生きるようなことはしない。わたしは地獄に落ち、そこでマルクスやエンゲルスやレーニンと出会うだろう。地獄の熱さなど、実現することのない理想を待ち続けた苦痛に較べれば何でもない」と語ったこともある。
なお、革命後に土地の国有化を推進し、その一環として実家の農園をも例外とせずに取り上げたために実母から絶縁された。娘を含めてカストロ体制を嫌うキューバ人の多くが亡命し、反カストロ派の海外における一大拠点となっているアメリカのマイアミに亡命している。

#### 亡命者問題
1980年3月28日に、カストロ体制を嫌う亡命希望者を乗せたバスがハバナのペルー大使館の門を突破した。続く48時間に10,000人以上のキューバ人が大使館に逃げ込んだ。フィデルは4月20日にマリエルの港からボートで出国できることを発表する。亡命希望者たちはマリエルからボートで出国を始め、彼らは「自由小艦隊 freedom flotilla」として知られるようになる。アメリカ沿岸警備隊によると、9月26日にマリエルが閉鎖されるまで、124,776人のキューバ人が出国したとされる。

#### 宗教政策
キューバはスペインの植民地だったこともあり、国民の大半はもともとキリスト教徒（カトリック）であったが、社会主義革命を標榜するフィデルは頑なな無神論者であり、キリスト教会を取り壊し、教徒を矯正キャンプに入れるなどの宗教弾圧政策を実施した。ローマ教皇ヨハネ23世は1962年1月3日にフィデルを破門した。これは1949年にピウス12世が発した法令によるものであったが、カトリック信徒たりつづけることを以前から放棄していたフィデルにとってこの破門は重要な出来事ではなく、カトリック教徒によるフィデルへの支援を妨害するために行われたと予想されたが、そうであったとする証拠はほとんど無い。
ただし、ヨハネ・パウロ2世とフィデルの関係は以前の教皇に比べれば若干良好であった。1992年にフィデルはキリスト教徒に対する融和策を導入している。ヨハネ・パウロ2世はアメリカによるキューバへの通商停止に対して「不正で、倫理的に承諾しがたい」と非難を行い、その後バチカンとフィデルの関係は改善する。フィデルは1996年11月にはバチカンを表敬訪問し、ヨハネ・パウロ2世に謁見。宗教弾圧政策を事実上放棄した。
1998年、ヨハネ・パウロ2世はキューバを訪問する。これはローマ教皇による初めてのキューバ訪問であった。教皇は訪問がキューバにおけるカトリック教会の建設促進が目的であったと強調し、政治的問題への関係を避けたが、カトリック学校の開設許可のために政府による教育規制の撤廃と、キューバ国内の病院で行われている妊娠中絶を批判した。教皇の訪問後、キューバ政府はクリスマスを再び休日とし、宗教的行事の公然実施を認めた。
2005年4月のヨハネ・パウロ2世の死去の際には、フィデルはハバナ大聖堂でのミサに参列した。それは1959年に妹の結婚式に出席して以来46年ぶりのことであった。ミサを司式した枢機卿ハイメ・オルテガはダーク・スーツを着たフィデルを歓迎し、「私たちの教皇ヨハネ・パウロ2世の死がキューバで心より悼まれた」ことに対して謝意を表した。

#### 外交政策

##### アメリカとの対立・ソビエトとの友好

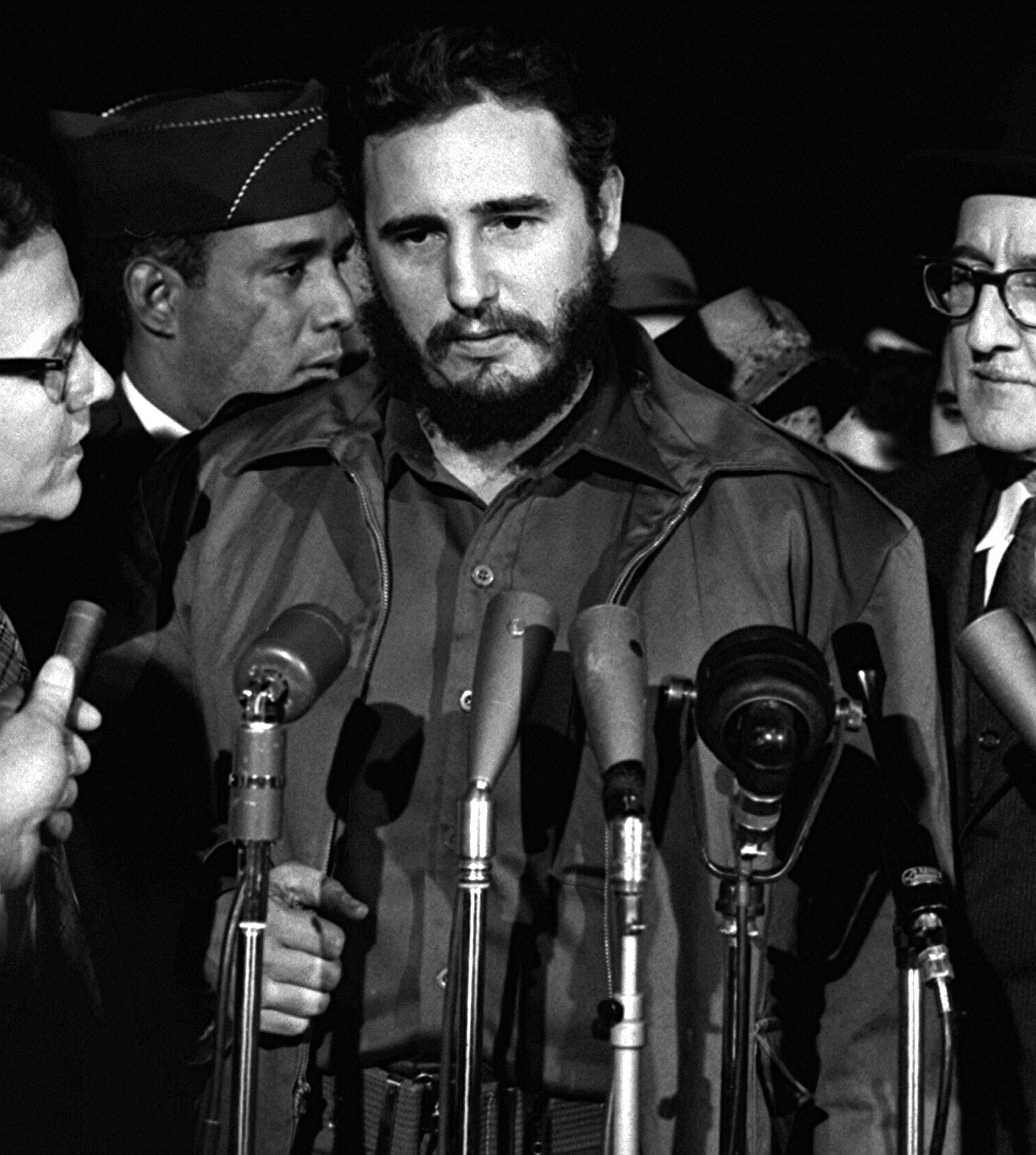
1959年のアメリカ訪問時のフィデル

1959年1月の革命によってフィデルが全権を掌握すると、アメリカ合衆国は直ちにこれを承認した。しかし、新政府がアメリカ企業の資産没収と国有化を実施すると、アメリカとの関係は日増しに悪化する。フィデルは4月にホワイトハウスを訪れ、副大統領のリチャード・ニクソンと会談する。大統領のドワイト・D・アイゼンハワーは「ゴルフ中」で会えないという弁解を行ったことからも、当時アメリカがフィデルを軽視していたことが窺える。
同年12月、アメリカ国家安全保障会議は「容共的かつアメリカにとって不利益をもたらす」としてカストロ政権転覆を決定した。この計画は古代ローマの独裁者ユリウス・カエサルの暗殺に因んで「ブルータス作戦」と呼ばれた。いわゆる「ピッグス湾事件」もこれに含まれる。その後もパティー作戦、リボリオ作戦、AM-LASH作戦と次々に暗殺計画が立案されるが、全て失敗に終わった。1961年4月のピッグス湾事件がアメリカの中央情報局 (CIA) によって訓練された侵攻軍の敗退に終わると、同年5月1日にフィデルはキューバ革命が社会主義革命であることを宣言した。
キューバ国内のアメリカ系石油精製所が石油の供給を拒否し、キューバは1960年2月にソビエトから石油を購入する協定に署名した。アメリカはキューバとの国交を断絶し、アイゼンハワー政権の間にキューバはソビエトとの関係を深める。フィデルとソビエト共産党第一書記ニキータ・フルシチョフとの間で様々な協定が調印され、キューバはソビエトから大量の経済・軍事援助を受け取り始めた。
1960年9月、ニューヨークでの国連総会で約4時間半に及ぶ初演説を行った。この訪米時にアメリカの圧力を受けたことと、それに対するキューバ側のあてつけが行われ、キューバ代表団が国連本部の芝生にテントを張ったり、治安が不安定だったハーレムのホテルに泊まったりした上に、キューバ航空機が差し押さえられるなどの冷遇を受けた。

##### キューバ危機以降の対米・対ソ関係
フルシチョフの回想録によると、1962年の春にクリミア半島で休暇を過ごしている間に、アメリカの攻撃に対する抑止力としてキューバにミサイルを配置するという考えを思いついた。フルシチョフはラウル率いるキューバの代表団と会談してこの考えを提案した。その結果、ソビエト製の核ミサイルがキューバに配備された。
1962年10月15日、アメリカのU-2偵察機がミサイル発射装置の建設を発見した。ジョン・F・ケネディ大統領率いるアメリカ政府は10月22日にその事実を公表し、キューバに向かう船舶の臨検を行い、海上封鎖を実行した。
米ソ間の緊張が高まり、核戦争の危機が現実味を帯びると、ケネディとフルシチョフは、アメリカがトルコからジュピターミサイルを撤去するのと引き替えに、ソビエトがキューバからミサイルを撤去することで合意した。しかし緊張が緩和された後も、キューバとアメリカの対立は決定的なものとなった。
フィデルはアメリカを敵視する一方で、アメリカと妥協したソビエトに対しても不信感を募らせた。だが、ソビエトとの友好関係はキューバの重要な政策であり、フィデルはソビエトとの関係維持に努めた。フルシチョフ失脚後、ソビエトに対する不信感を解消したフィデルは、1968年の「プラハの春」においてソビエト連邦軍によるチェコスロバキア侵攻に理解を示した。しかし、このようなソビエトへの態度が、チェ・ゲバラとの決別の大きな要因になった。
1989年に冷戦が終結し、1991年にはソビエトが崩壊した。ソビエトの後継国家であるロシアとの関係は、ソビエト時代に比べて薄れた。また、アメリカとの関係についてはキューバ側が積極的に関係改善を目指しているが、フロリダ州などを中心に大きな影響力を持っているキューバ系アメリカ人財団など、反カストロ派ロビイストの影響を受けているアメリカの保守派は禁輸措置の解除に反対している。
1990年代はキューバと疎遠になっていたロシアは、2000年代に入ってウラジーミル・プーチン政権になると、アメリカを牽制する意味から、キューバとの関係を再び強化しており、元首同士の訪問や海軍艦隊の寄港を立て続けに行っている。
現在でもキューバはアメリカから禁輸措置を受けている。なお、アメリカはキューバのハリケーンなどの被害に対する人道的支援は例外的に行う姿勢を見せているが、フィデルはアメリカの申し出に感謝を表しながらも、「もし真の協力の意志があるならキューバに不可欠の輸出を許可し、アメリカ企業による信用供与を妨害すべきではない」として支援を拒否している。

##### ラテンアメリカ諸国
冷戦時代、アメリカの後押しを受けている反共的軍事独裁政権が多かったラテンアメリカ諸国とは、メキシコなど一部の国としか交流がなく、関係は悪かった。
1971年には米州機構の慣例にもかかわらず、社会主義者のサルバドール・アジェンデが大統領となったチリがキューバと外交関係を再確立する。フィデルは1カ月にわたってチリを訪問した。訪問中にアジェンデとの信頼関係を築き、公的な助言を与えた。このため、西側諸国からは「チリの社会主義化への道」と見なされた。1972年7月にはチリに続き、「軍部革命政権」を標榜していたペルーの軍事政権フアン・ベラスコ・アルバラードが、キューバとの国交を回復した。しかしその後アジェンデは、1973年にチリ軍部と野党が計画し、CIAが支援したアウグスト・ピノチェトのクーデターにより失脚、殺害された。

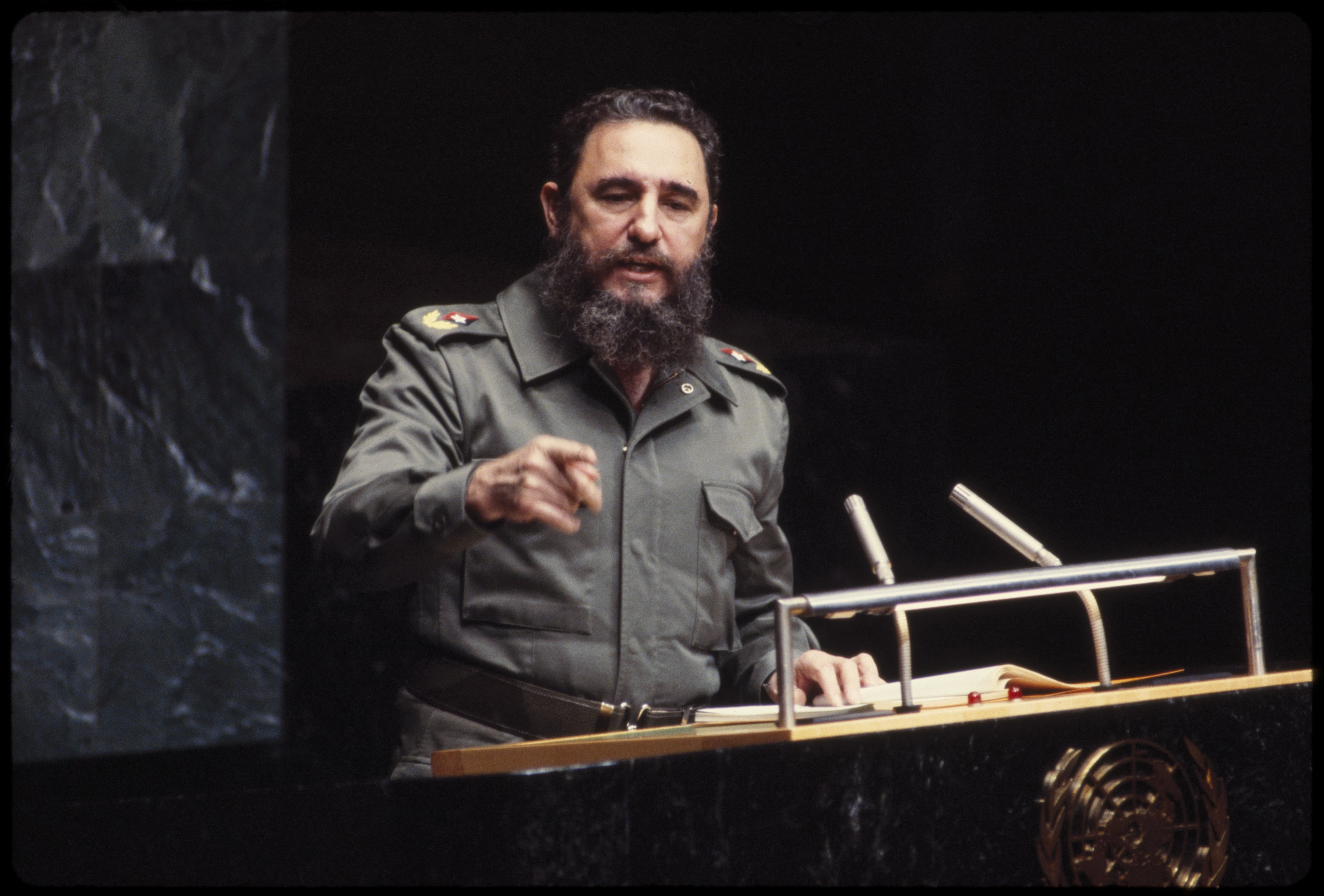
1979年10月12日、国連本部にて撮影

1983年10月にグレナダでクーデターが起こり、ハドソン・オースティンを首班とする革命軍事評議会が設立されると、フィデルは同政権を支援した。これに対しアメリカがグレナダ侵攻を行うと、同国内においてアメリカ軍とキューバ軍が交戦した。
冷戦末期の1987年1月には、ブラジル政府との間でホットラインを開設し、国交回復へ向けて両国関係は急展開する。以降、フィデルは中南米外交シフトを示し、冷戦終結後、ラテンアメリカ諸国で反共的軍事独裁政権が崩壊すると、キューバはブラジル、ベネズエラなど多くの国と国交を回復した。

##### 中華人民共和国
革命直後は、同じ社会主義政権の一党制国家である中華人民共和国との友好を図る。ゲバラらが中国を訪問して中国共産党主席毛沢東らと会見しているが、中ソ論争が激しくなると中国との関係は悪化した。さらに中国は貿易問題と政治問題を結びつけてきたため、フィデルは中国政府を「強盗」と批判し、1966年に中国と関係がほぼ断絶した。
1970年代に起きたアンゴラ内戦ではキューバとソ連が政府側（MPLA）を支援して多数の軍隊を派兵したのに対し、中国はニクソン大統領の中国訪問以降急速に接近したアメリカ合衆国、ザイール及びアパルトヘイトを敷いていた南アフリカ共和国と共同で反政府側（UNITA、FNLA）を支援した。キューバのアンゴラ派兵の目的は米中の影響力排除でもあった。
1979年9月3日の演説でフィデルは中国が中越戦争でベトナムを攻撃してアフリカと南米では反共同盟であるサファリ・クラブを主導するエジプトのアンワル・アッ＝サーダート政権やコンドル作戦を主導するチリのアウグスト・ピノチェト政権なども支援していることを批判した。
しかし、冷戦が緩和した1987年に中国とキューバは関係を正常化し、キューバと中国との関係は友好的になり、中国はキューバにとって軍事面・資金面において有力な援助国となっている。中国はキューバにとって第2の貿易相手国 であり、アメリカの対キューバ禁輸措置が続く中で、キューバにとって中国は食料・経済支援などを頼れる欠かせない国である。フィデルは中国からの援助を評して「今、新しい動力が現われた。それは中国とベネズエラだ」と述べ、中国、ベネズエラとの通商関係に謝意を表した。一方、四川大地震で中国が甚大な被害を受けた際、キューバの医療チームの活動に対して中国共産党総書記の胡錦濤は「中国の党、政府、人民は永遠にこれ（医療チームの活動）を心に刻む」と感謝の意を表した。2008年に起きたハリケーンの際には、キューバ政府はアメリカからの人道支援は断っているが、中国政府代表団はキューバに対する貿易債務繰り延べに加えて、港湾・病院などの近代化支援やハリケーン被害の復興支援などに総額7000万ドルの支援を行うと約束した。このように、冷戦終結後のキューバは中国との関係を良好にしている。
その一方で、フィデルは中国が領有権を主張して対立している台湾（中華民国）についても、同じ小国として連帯感を強く持っており、2003年8月15日、台湾の副総統呂秀蓮とパラグアイで会見した際、台湾の境遇に強い関心を示したり、2010年7月12日、キューバ国営テレビのインタビューで「台湾は国連に加盟する権利がある」と明らかにしていた。

##### ヨーロッパ諸国・カナダ
キューバ革命に成功した当時、キューバの旧宗主国であり、伝統的に非常に絆が強いスペインはフランシスコ・フランコによるファシスト政権であったが、左右正反対であるキューバとは国交を維持した（なお、スペイン内戦で共和国側を支持したメキシコとの間では、スペインは国交断絶状態を続けた）。この背景には、スペインにとってキューバは米国に奪われた土地という歴史的事情があり、その米国の支配からキューバを解放したフィデルに対する敬意があったと言える。なお、フィデルの父アンヘルもフランコも共にスペインのガリシア出身である。
1976年に、当時のカナダ首相ピエール・トルドーはアメリカによる経済封鎖にもかかわらず西側諸国の政治的指導者として初のキューバ公式訪問を行い、フィデルと抱擁を交わした。トルドーはカナダからの支援として400万ドルを提供し、1,000万ドルの融資を行った。トルドーはそのスピーチで「フィデル・カストロ国家評議会議長の長命と、キューバ、カナダ両国民の友情を祈る」と話した。
トルドーとフィデルの友情はその後も続き、トルドーは退任後も1980年代から1990年代にかけてキューバを数度訪れている。フィデルは2000年のトルドー死去時、葬儀に参列するためモントリオールを訪れている。

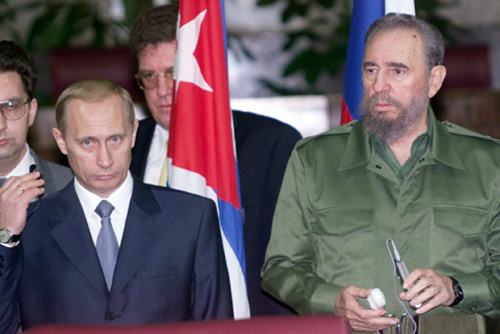
2000年12月、ウラジーミル・プーチン（左）と

### 引退と晩年
2000年代に入り高齢になり体力が衰え、長時間の演説が徐々に短くなり、倒れこむ場面も見られるようになった。
2006年7月31日、フィデルは「腸に急性の問題が発生し、出血が続いているため外科手術を受けた」ことを明らかにし、そして「数週間程度、ラウルに権限を暫定移譲する」との声明を発表した。しかし、その後回復が思わしくなく、暫定移譲期間は長期化していった。2008年2月19日、フィデルは共産党の機関紙グランマにおいて、国家評議会議長と軍最高司令官を引退する意向を示した。2月24日、ハバナの国際会議場で開催された人民権力全国会議においてフィデルは国家評議会議長兼閣僚評議会議長を退任し、後継にはラウルが就任した。
国家元首引退後は論評を執筆して党の機関紙に投稿する生活を送っている。後継のラウルが「重要事項はフィデルへ助言を求める」と表明していることから、時々ラウルからの求めに応じて助言もしているようである。その後、2008年12月16日を最後に翌年1月18日までの1ヶ月論評が掲載されなかったことからフィデルの病状悪化説が浮上。これに対してベネズエラのウゴ・チャベス大統領は健康悪化説を否定した。2009年2月19日、フィデルがハバナでチリの大統領ミシェル・バチェレと会見した際の写真をチリ政府が発表し、AP通信経由で公開されている。同年8月24日のBBCワールドニュースで、1年振りに地元テレビにフィデルの映像が流れたことを報じた。
2010年7月7日、国立の科学研究施設を訪問し、引退後初めて公の場に姿を表した。キューバのブログ「革命」には、施設訪問したフィデルについて「痩せていたが健康そうだった」と記されていた。8月7日には議会で演説を行ない、健康状態がかなり良くなっているとの推測もあった。
2011年4月19日、第6回キューバ共産党大会において、フィデルは党第一書記を正式に辞任した。後任には2006年より代行を務めていたラウルが選出された。第一書記辞任により、キューバ革命以来、およそ50年にわたり務めた全公職から退き、政界から引退することとなった。
2013年2月3日に行われた人民権力全国会議の選挙に際してフィデルはハバナ市内の投票所で投票し、「久しぶりに公の場に姿を見せた」と報じられた。なお、この選挙でもフィデルは候補者となっている。
2016年4月19日、第7回キューバ共産党大会の閉会式にジャージ姿で出席して10分間演説し、「私がここで話すのはおそらく最後だ」と述べるとともに食糧や水の問題などを「次世代が解決すべき課題」として挙げた。演説の最後には「まもなく、私もほかの人たちと同じように、その時が来るだろう」と述べていた。
2016年8月13日、満90歳の誕生日を迎え、ハバナ市内の劇場でおこなわれた記念イベントに出席した。同日付で党機関誌「グランマ」に寄稿した文章では、5月のバラク・オバマの広島訪問について、原爆投下への謝罪がなかったことを批判した。
2016年9月22日、フィデルは自らの私邸に於いてキューバを公式訪問した日本の安倍晋三首相と会談し、日本・キューバの二国間関係発展など幅広い議論を取り交わした。これがフィデルにとってG7首脳との最後の会見となった。なお外国首脳との会見は11月15日に行われたベトナム国家主席のチャン・ダイ・クアンが最後となった。

### 死と葬儀

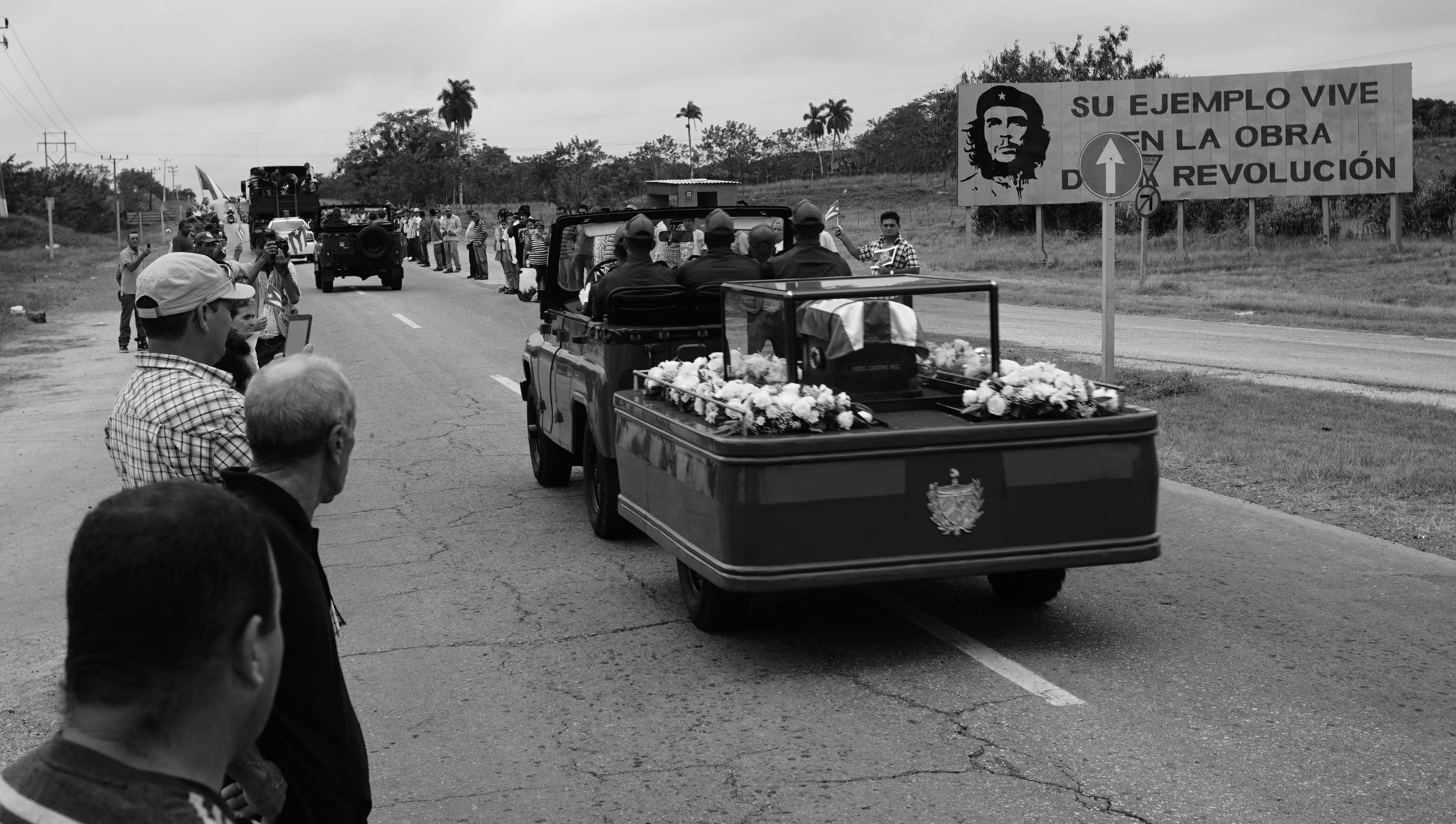
サンティアーゴ・デ・クーバへと運ばれるフィデルの遺骨

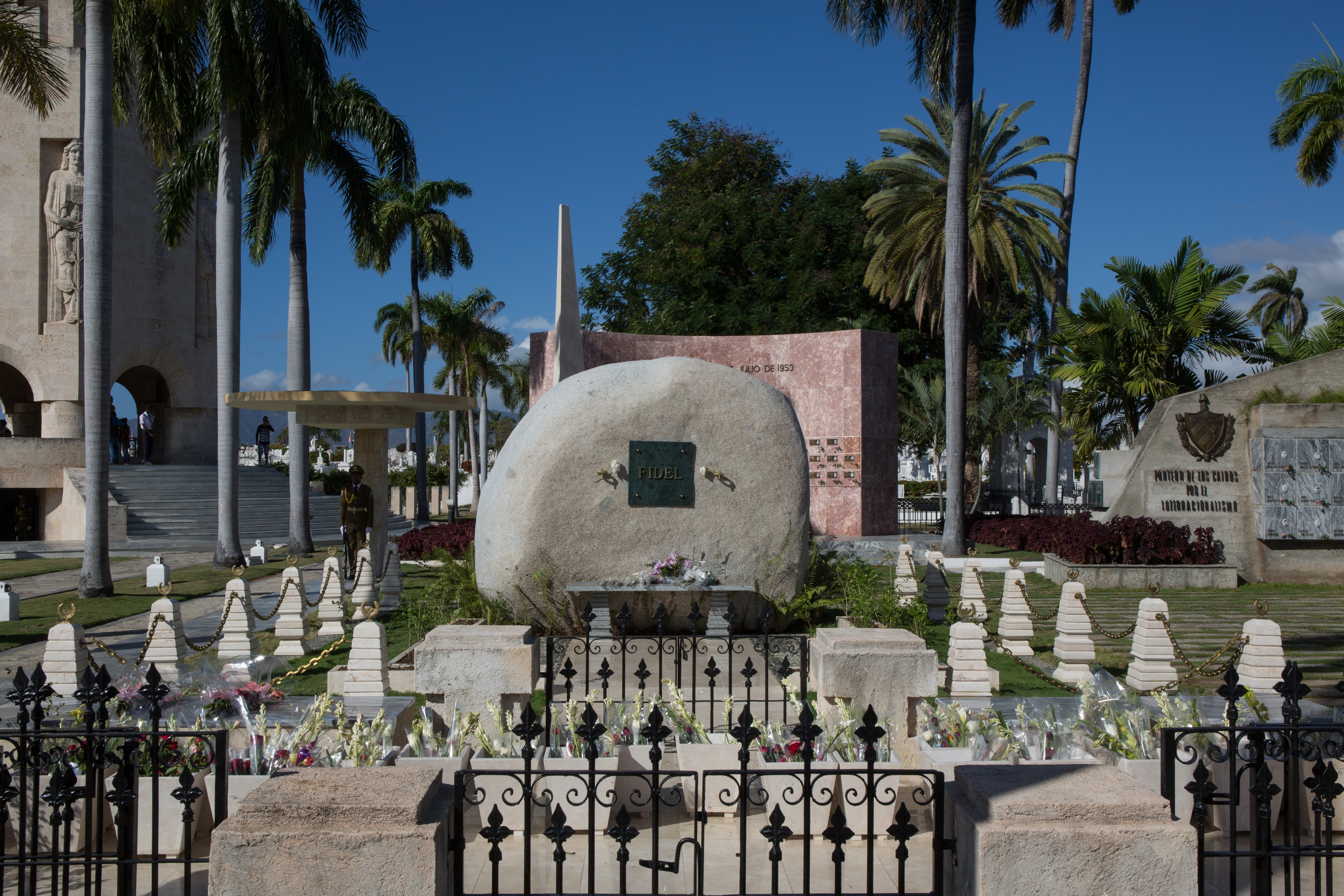
フィデルの墓

2016年11月25日、弟のラウル・カストロが国営テレビを通じて「キューバ革命の最高司令官が今夜（25日夜）午後10時29分（日本時間26日午後12時29分）に死去した」と発表した。90歳没。遺言に基づいて遺体は火葬され、12月4日に革命発祥の地サンティアーゴ・デ・クーバで国葬が行われた後、同地のサンタ・エフィヘニア墓地に埋葬されると発表された。社会主義国家の指導者の遺体が永久保存の上で展示される例が複数存在する中、このような措置は珍しいことである。
遺言について「自身の死後、さまざまな機関や広場、公園、道路などの公共施設に自分の名前や肖像は使用されたくない」と主張し、その態度は人生最期のときまで一貫していた。また「記念碑や像といった同様の形態のもの」もあってはならないと述べていた。
2016年12月4日、フィデルの遺言通り、午前中に遺骨がサンタ・エフィヘニア墓地の墓に埋葬された。自ら墓に兄の遺骨を納めたラウルは「フィデルの銅像や肖像画を公共の場に飾るのを禁止する法案を次回の国会で提案する」と述べ、27日に開催された国会で上程・可決された。ただしフィデルを題材にした映画や著作や音楽などの芸術作品の制作や、各地の施設等に既に飾られている写真については規制対象とはしなかった。アメリカに亡命した亡命キューバ人の一部は現地で歓喜のパレードを行った。

## 一般的なイメージとエピソード
長年の間事実上の独裁体制を敷いてきていた上、経済政策面などでは決して評価が高いとは言えない面はあるが、個人崇拝を嫌い、私利私欲に安易に振り回されない強固な信念の持ち主として、今なお賛否両論が分かれる人物である。

### 暗殺計画
2006年に国家評議会議長兼閣僚評議会議長の権限を暫定的にラウルに移譲するまでに暗殺を638回計画されたといわれ、命を狙われた回数が最も多い人物としてギネスブックへの掲載が決まっている。そのうち大半はCIAなどによるフィデル暗殺計画で、147回計画されたといわれる。革命後にアメリカのマフィアが経営していたカジノを追放したことにより、マイヤー・ランスキーなどのマフィアからも暗殺の標的となる。また1960年にCIAがマフィアに15万ドルでカストロの暗殺を依頼していたことが2007年の文書公開で判った。
1979年10月にニューヨークで行われる国連総会に向かう航空機内にて、アメリカ人ジャーナリストのジョン・アルパートの「ニューヨークにはあなたを殺したいと思っている人がたくさんいますが？」という問いかけにフィデルは「人は死ぬときは死ぬんだよ。それが運命だ」と答え、「あなたはいつも防弾チョッキを着ていると聞いていますが」という問いかけには、フィデルはシャツのボタンを外し、肌を露出させ防弾チョッキを着ていないことを見せて「着ていないよ。モラルってチョッキは着てるけどね。これがあれば強い」と答えている。

### 共産主義指導者としての批評

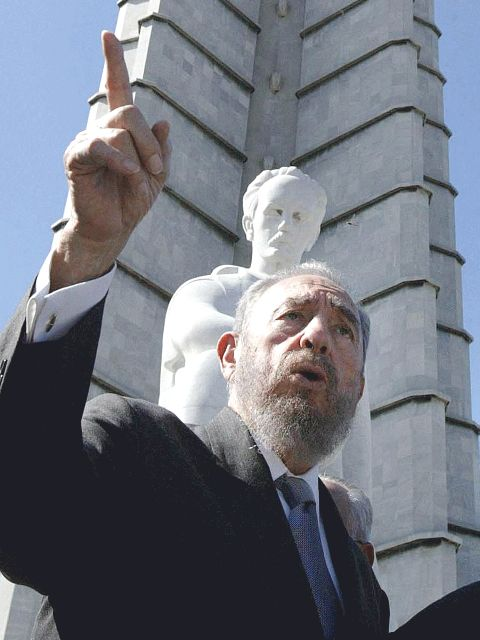
革命広場（ハバナ）にあるホセ・マルティ記念碑の前で演説するフィデル

2006年、アメリカのワシントン・ポスト紙の付録誌「パレード」の『世界最悪の独裁者』という特集記事で、第15位に選出されるなど、アメリカやラテンアメリカ諸国においては「社会主義かぶれの独裁者」として批判を受けることも多いものの、「ラテンアメリカを植民地のように扱うアメリカにかたくなに抵抗し続けるヒーロー的な存在」として、容共的な人々のみならず反共主義者の間においても心理的な支持者が多いと言われている。
特にベネズエラのウゴ・チャベスは、フィデルを師匠のように敬愛していた他、ボリビアのエボ・モラレス大統領とも友好関係にある。政治家以外ではサッカー選手のディエゴ・マラドーナと親交があった。同じアルゼンチン出身のチェ・ゲバラとともに彼の左派発言の土台を作ったとされている。国内においても、独裁者として君臨しているにもかかわらず同様な理由からカリスマ的な人気が根強くある。なお、フィデルは毛沢東を「クソ野郎」と呼び、キューバ危機の際に自分にまったく相談せずにミサイル撤去に応じたニキータ・フルシチョフが失脚したのを聞き、鏡を叩き割って罵ったと言われているが、実際にはキューバ危機後にフィデルはソビエトのフルシチョフのもとへ2回訪問し、2人で事件を冷静に振り返ったうえで、自己批判までしている。
独裁ゆえに権力維持に執着してしまいがちな他の独裁国家の指導者と違い、血族へのものとはいえ、自らの政治指導が困難とみなすと潔く権力の移譲を表明する柔軟さを、高く評価されることもある（血族で唯一政治家であるラウル(実弟)はモンカダ兵営襲撃事件からの同志であり、フィデルの主義からして血族という観点からの評価でラウルに移譲したとは考えにくい）。事実、彼は非常に自分が美化されることに神経質で独裁国家によくある公共の場における指導者賛美のプロパガンダが一切存在せず、むしろ自分がTシャツのプリントや絵画に描かれることを嫌っている。また、キューバでは特定の政治指導者が偶像化するのを避けるため、存命中の人物のモニュメントを公共の場所に飾ることを法律で禁じている。よって、既に死亡したゲバラを讃えるモニュメントはあっても、生前のフィデル自身も含め、存命中の人物のモニュメントは存在しない。
共産主義に対して極めて真摯な考えを持ち、自身がアメリカのフォーブスの世界長者番付、君主・独裁者部門に9億ドルの財産を持つとして7位にランクインされたことに激怒し、「気分が悪くなる報道だ。なぜ、こんなバカバカしい記事に対して、自分を弁護しなければならないのか」「もし誰かが、私の口座が国外にあって1ドルでも預けてあると証明するなら、私は議長を辞める」と発言した。アメリカのメディアはほぼすべてが反（フィデル・）カストロであるためたびたび大病を患った、大怪我をしたなどと書かれていた。

### 葉巻
キューバの最大の特産物で、自らの好物でもある高級葉巻を革命闘争時代から常に欠かさなかったことから、葉巻愛好家の間では象徴的な存在であった。葉巻はゲリラ戦時に寄ってくるハエやアブなどから顔を守る為に始めた。又、革命の主役である者たちのトレードマークである髭も同様の理由からである。しかし、自身の健康と、国民に禁煙の重要さを説くため、1986年に禁煙宣言を出し、自ら禁煙している。

### 長時間の演説
フィデルは長時間の演説を行うことでも有名で、数時間に及ぶスピーチも一般的だという。かつて党大会で10時間以上に及ぶ政治報告を行ったこともある。本人も自分の演説が長いことを自覚している模様で、とあるパーティでスピーチに立った際、冒頭で「大丈夫、今日は早く終わらせるから」とジョークを言い、出席者を笑わせたことがある。

### 親日家・野球人として

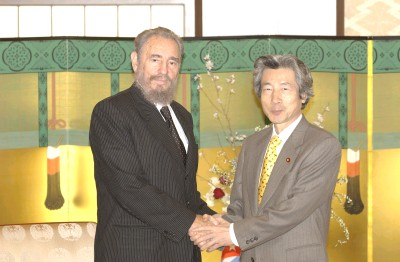
訪日時、小泉純一郎首相と（2003年3月2日）

フィデルは親日家として知られている。2003年に来日した際には、外国の要人としては珍しく原爆ドームを視察、慰霊碑に献花・黙祷して「人類の一人としてこの場所を訪れて慰霊する責務がある」とのコメントを残している。ちなみに、チェ・ゲバラも1959年に広島を訪れている。1989年の昭和天皇崩御の際には喪に服した。
最晩年の2015年3月には自宅に日本庭園を造営している。キューバ野球連盟の幹部を務める4男のアントニオが2009年に日本を訪れた際、熱海観光で日本庭園の業者の研修所を利用したことがきっかけで、2014年に業者の社長が訪れた際にフィデルに提案し、実現したものである。しかもその業者は、2016年の安倍晋三首相のキューバ訪問の際、安倍の自宅の庭園の造営も手がけていたことが判明し、両者は「このようなことによって両国間の文化交流が深まれば良い」と意気投合したという。
また、野球人として日本の野球に対して敬意を表している。2006年3月のワールド・ベースボール・クラシック(WBC)の決勝戦、日本と戦うことになったキューバだが、フィデルは試合前、キューバ選手団に「試合に“勝て”とは言っていない。“ベストを尽くせ”と言っている」という名言を残す。そして試合当日、キューバは善戦したが、結局は日本に敗れ、日本が優勝、キューバは準優勝という結果に終わったが、フィデルはキューバ選手団を空港まで出迎え、その後に首都ハバナで開かれた政府主催の式典で「金でも銀でもいいじゃないか!決勝に行けたことが素晴らしいんだ!」と自国選手を称えたうえで、「藤田宗一選手からホームランを打ったことは、素晴らしかった（要約）」「日本人選手の名前の読み方がよく分からない。マスコミに聞いてくれ（要約）」と積極的に日本人選手について発言している。
2009年のWBCでは、3月12日放送のテレビ朝日系列『スーパーJチャンネル』にて、日本チームを批判する発言をしたとも報じられたが、これは番組側の誤訳であり、翌13日の放送で謝罪している。日本が連覇を達成すると、監督の原辰徳の投手起用法を高く評価し、決勝打を放ったイチローを「世界最高の打者」と述べるなど、その偉業を最高の賛辞で讃えた。
また、元日本野球連盟会長の山本英一郎と大変親しく、常々「彼は私の大切な親友だ」と公言していた。山本の死の際には、自ら弔電を打って哀悼の意を表した。

### カストロ政権でのオリンピック選手団
フィデルが政権を握って以降、オリンピックのキューバ選手団はかなり強豪であり、東側寄りである。
1976年モントリオールオリンピックでは8位に輝き、ソビエト軍のアフガン侵攻でアメリカや日本など西側がボイコットした1980年モスクワオリンピックでは4位に輝いたが、1984年ロサンゼルスオリンピックではソビエトと共に参加をボイコットしており、1988年ソウルオリンピックも不参加であった。冷戦後の1992年バルセロナオリンピックでは5位に、1996年アトランタオリンピックは8位に、2000年シドニーオリンピックでは9位に輝いた。2008年北京オリンピックでは関係修復した中国に対して「中国が並外れて素晴らしいオリンピックとパラリンピックの開催に成功した」と祝福した。

## 家族

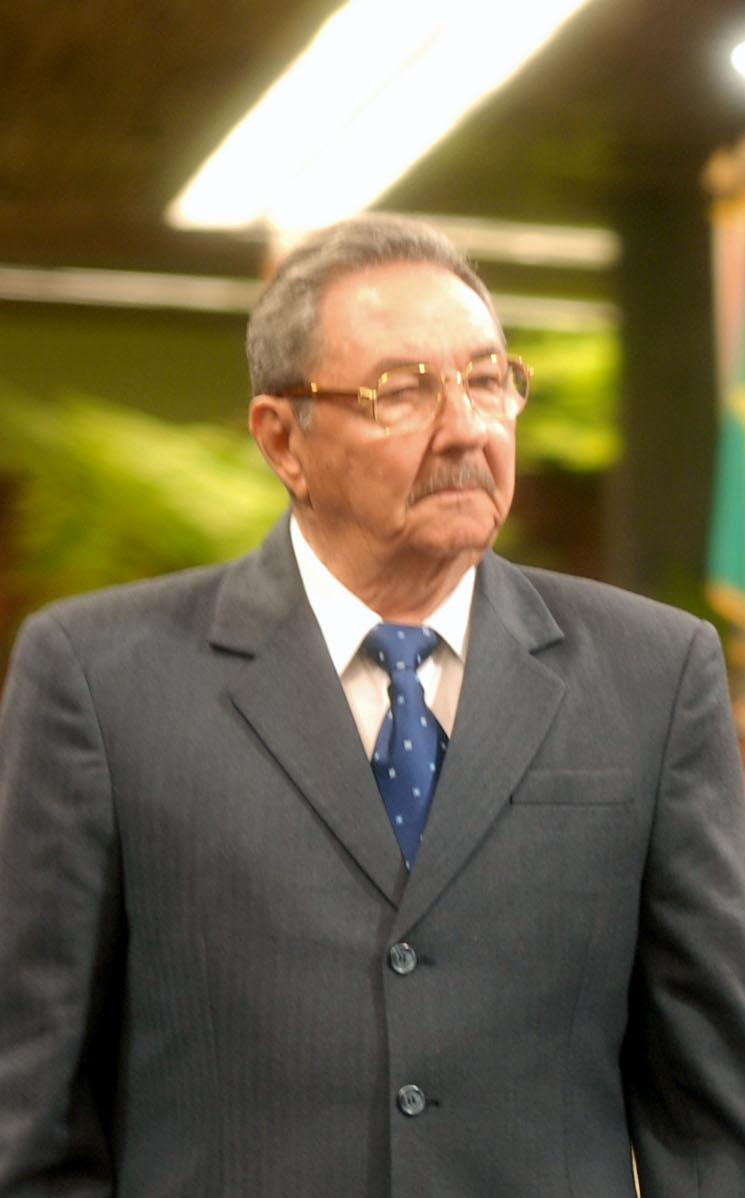
弟のラウル・カストロ

### 兄弟
フィデルは7人兄弟姉妹で、うち1人に同じ軍人・革命家の弟で、自らの後継国家評議会議長となったラウル・カストロがいる。
兄弟姉妹の内、次女のフアニータ・カストロは共産主義に反対し、アメリカへと亡命、CIAへの協力も行った。

### 結婚歴
1948年に同窓のミルタ・ディアス・バラルトと結婚した。しかし、1950年代に高名な医師の妻のナタリア・リベルタと不倫したため、ミルタは4男を出産した後に離婚届を役所に提出した。1980年には、トリニダード・トバゴ出身のダリア・ソト・デル・バジュと不倫の末に結婚した。

### 子女
フィデルはミルタ・ディアス・バラルトとの間に4男を儲けて、すべてがキューバに居住しているが、いずれも政治的には高い地位には就いていない。長男のフィデル・カストロ・ディアスバラールト（フィデリト・カストロ、1949年9月1日 - 2018年2月1日）は原子力の専門家であり、国家評議会科学顧問、キューバ科学アカデミー副理事長、京都外国語大学名誉教授を務めた。学位はモスクワ大学博士（理数系分野）。重度のうつ病を患い、2018年に68歳で自殺している。三男のアレックス・カストロは、写真家で親韓派でもある。
その一方、娘と称したアリーナ・フェルナンデス・リベルタ（アリーナの母は上記のようにフィデルとの不倫関係は認めているが、アリーナの父親がフィデルであることを否定しており、アリーナの実父は不明である）は、アメリカに亡命して、アメリカの市民権を得ている。

## その他
- 映画監督オリバー・ストーンのインタビューを受けた際、フィデルは自身が好きな男優はチャールズ・チャップリン、好きな女優はソフィア・ローレンとブリジット・バルドーだと答えている。反米主義者であるが、高等教育を受けたこともあり訛りが強いものの英語を話す若き日の姿が映像に残っている。
- 2001年にマニック・ストリート・プリーチャーズがキューバ史上初の西側ロックバンドによるライブを開催した際、面会したメンバーが「大音量のライブになる」と伝えたところ、フィデルは「戦争よりも大音量にはならないだろう」と答えた。これがきっかけで、ライブDVDのタイトルには「Louder Than War」が選ばれた。このライブにはフィデルも訪れており、ライブ映像に記録されている。

## 著書
- 池上幹徳 訳『わがキューバ革命』理論社 新しい人間双書、1961年1月。NDLJP:3026656。
- 高橋勝之 訳『カストロ演説集』新日本出版社、1965年1月30日。NDLJP:2981476。
- 『祖国か死か　カストロ選集 第1巻』刀江書院編集部編訳 刀江書院 1966
- 『勝利への確信　カストロ選集 第2巻』刀江書院編集部編訳 刀江書院 1966
- 『カストロの提言 世界の経済的社会的危機』岡部広治訳 ほるぷ出版 ほるぷ現代ブックス 1983
- 『フィデル・カストロ20世紀最後の提言 グローバリゼーションと国際政治の現況』デイビッド・ドイッチマン編 渡辺邦男訳 VIENT 2005
- 『少年フィデル』柳原孝敦監訳 トランスワールドジャパン 2007
- 『チェ・ゲバラの記憶』柳原孝敦監訳 トランスワールドジャパン 2008
- 『思想は武器に勝る フィデル・カストロ自選最新演説集2003～2006年』白野降雨訳 VIENT 2008
- 『同志諸君! フィデル・カストロ反グローバリズム演説集』安濃一樹訳 こぶし書房 2009
- 『カストロは語る』越川芳明訳 青土社 2010
- 『フィデル・カストロ みずから語る革命家人生』上下、イグナシオ・ラモネと対話共著 伊高浩昭訳 岩波書店 2011
- 『フィデル・カストロ自伝 勝利のための戦略 キューバ革命の闘い』山岡加奈子,田中高,工藤多香子,富田君子訳 明石書店 2012、ISBN 978-4750336688
- 『キューバ革命勝利への道 フィデル・カストロ自伝』工藤多香子,田中高,富田君子訳 明石書店 2014、ISBN 978-4750340869

## 関連映画
- コマンダンテ（2003年、スペイン・アメリカ合作、オリバー・ストーン監督） - ストーンがインタビュアーとなってカストロを取材したドキュメンタリー映画。
- チェ・ゲバラ&カストロ（2002年、アメリカ、主演ビクトル・フーゴ・マルティン） - 邦題にはゲバラの名があるが主人公はカストロである。
- ゲバラ!（1969年、アメリカ）
- チェ 28歳の革命 / 39歳 別れの手紙（2008年、アメリカ・フランス・スペイン合作）
- エルネスト（2017年、日本・キューバ合作）
- ゴッドファーザーPARTII（1974年、アメリカ） - 直接的にカストロ役は登場しない。
- ぜんぶ、フィデルのせい（2006年、フランス・イタリア合作） - タイトルはフィデル・カストロに由来しているが、直接的にカストロ役は登場しない。

## ビデオ・ゲーム
- ゲバラ - プレイヤー2側として操作できる。
- THE GODFATHER2 - 宮殿で主人公に暗殺されそうになったが命をとりとめた。
- コール オブ デューティ ブラックオプス - キャンペーンモード冒頭で主人公らに暗殺されるが、実は影武者で後に本人が登場する。